# Hermann Heiss
Hermann Heiss, pseud. Georg Frauenfelder (ur. 29 grudnia 1897 w Darmstadcie, zm. 6 grudnia 1966 tamże) – niemiecki kompozytor, pedagog i teoretyk muzyki.

## Życiorys
Od 1921 studiował kompozycję u Bernharda Seklesa i  fortepian u Willy’ego Rennera  we Frankfurcie nad Menem. W latach 1924–1926 studiował nowatorską wówczas technikę dwunastotonową u Josefa Matthiasa Hauera w Wiedniu. Następnie, po powrocie do Frankfurtu, ukończył studia pianistyczne u Alfreda Hoehna. 
W latach 1928–1933 uczył muzyki w Hermann-Lietz-Schule na wyspie Spiekeroog na Morzu Północnym. Od 1933 mieszkał w Berlinie, gdzie działał jako niezależny kompozytor; komponował i wykonywał aranżacje pieśni ludowych, dziecięcych i pariotyczno-propagandowych. W latach 1941–1942 nauczał teorii muzyki w Heeresmusikschule we Frankfurcie, a w latach 1944–1945 wykładał w Musikschule der Stadt Wien. 
Po wojnie wrócił do Darmstadt. Od 1946 był związany z Międzynarodowymi Letnimi Kursami Nowej Muzyki w Darmstadcie, gdzie regularnie prowadził zajęcia do 1962 i przyczynił się do upowszechnienia dodekafonii. Równocześnie w latach 1948–1963 wykładał kompozycję w darmstadzkiej Akademie für Tonkunst.
Od 1955 prowadził studio kompozycji elektronicznej w Instytucie Muzycznym Kranichsteina (Kranichsteiner Musikinstitut) w Darmstadcie. W 1957 założył własne studio Studio Kompozycji Elektronicznej Hermann Heiß przy Akademie für Tonkunst. Było to jedno z pierwszych prywatnych studiów elektronicznych w Niemczech. Stworzył tam wiele elektronicznych kompozycji, również na zamówienie teatrów, filmów, radia i telewizji. Opracował także specjalny sprzęt do tworzenia dźwięków i technicznej poprawy procesu ich powstawania, m.in. generator szumu i magnetofon ułatwiający miksowanie kilku ścieżek audio. Urządzenie to zostało wyprodukowane przez niemiecką firmę Vollmer i sprzedawane pod nazwą „magnetofon magnetyczny Heiß-Vollmer”.

## Twórczość
Heiss od początku swojej drogi twórczej był pod silnym wpływem J.M. Hauera i jego metody dwunastotonowej (opracowanej wcześniej i różniącej się trochę od techniki dodekafonicznej Schönberga). Opowiadał się za kompozycją atematyczną, swobodnym linearyzmem i dynamiczym traktowaniem formy. W utworach skomponowanych na początku lat 50. widać jego zainteresowanie techniką punktualistyczną. Od 1955 skupił się na muzyce elektronicznej.
Komponował utwory orkiestrowe i na instrumenty solowe z towarzyszeniem orkiestry, utwory fortepianowe, wokalno-instrumentalne, elektroniczne, sceniczne oraz muzykę teatralną i filmową. Wiele jego kompozycji powstałych przed 1944 zostało zniszczonych podczas nalotu bombowego na Darmstadt. 
Jest też autorem pracy z zakresu teorii muzyki: Elemente der musikalischen Komposition (Tonbewegungslehre) (Heidelberg, 1949).